# Battlefield: Bad Company
Battlefield: Bad Company (förkortat BFBC) är ett spel i genren förstapersonsskjutare utvecklat av Digital Illusions CE (DICE). Spelet utvecklades i spelmotorn Frostbite. Bad Company släpptes i Sverige den 23 juni 2008 till plattformarna Xbox 360 och Playstation 3.
Detta är det andra spelet i Battlefield-serien som endast släpps till konsol. Liksom i Battlefield 2: Modern Combat stödjer spelets multiplayerläge upp till 24 spelare. En nyhet gentemot föregående Battlefield-spel är att man i detta kan förstöra 90 procent av miljön exempelvis väggar, träd, broar och så vidare - vilket tydligt visades i en trailer som släpptes den 28 februari 2007. DICE säger att en av de svåra punkterna de jobbat med är att det mesta ska vara förstörbart även i multiplayerläget.

## Multiplayer
Battlefield: Bad Company har ett multiplayerläge för upp till 24 spelare på Xbox Live och Playstation Network. Det är inriktat på lagarbete och strider som sker inom stora spelkartor med stora grupper om 12 spelare per lag. Förödelse spelar en viktig roll i onlinestriderna då varje karaktär har minst ett sätt att kunna riva ner en hel byggnad. Spelaren kan välja mellan fem olika multiplayer-klasser med var sin egen utrustning (kit). De fem klasserna är: 
- Assault: som är beväpnad med en automatkarbin med granattillsats och är en välbalanserad klass som passar de flesta behov.
- Demolition: som är beväpnad med ett hagelgevär mot infanterisoldater och en mängd sprängmedel för att kunna bekämpa fordon.
- Recon: som är beväpnad med ett prickskyttegevär och kan markera fiender med hjälp av rörelsesensorer.
- Specialist: som är beväpnad med en ljuddämpad automatkarbin eller kulsprutepistol för att kunna smyga sig bakom fiendens linjer och sabotera fiendens bas med sprängmedel.
- Support: som är beväpnad med en lätt eller medeltung kulspruta för att kunna ge understöd till sina kamrater samt använda förbandslådor och reparationsverktyg för att hålla soldater och fordon vid god hälsa och skick.

När en spelare rankas upp på nätet får de välja att låsa upp ett vapen eller vapentillbehör i huvudmenyn. Man kan låsa upp 25 militära grader och låsa upp minst tio vapen (varav två för varje klass) och fem vapentillbehör (en för varje klass). Det finns också fem vapen, varav en till varje klass, som är reserverade till de spelare som har låst upp den 25:e graden.
Det finns två multiplayerlägen att spela i:
- Gold Rush: där spelare måste försvara eller förinta ett par lådor fulla med guldtackor så länge det anfallande lagets spawnbiljetter har tagit slut (varje biljett är en spelares rentré till matchen efter dennes dödsfall). En låda kan förstöras genom att plantera en sprängladdning med en 30 sekunders tidur innan den detoneras eller med hjälp av explosiva vapen, sprängmedel eller fordonsmonterade vapen.
- Conquest: där spelare måste inta och försvara ett antal kontrollpunkter utspridda på strategiska punkter i spelkartorna, så länge tills fiendens spawnbiljetter tar slut. För varje fiende man dödar så förlorar motståndarlaget en biljett, och man tappar ständigt biljetter när ett lag kontrollerar mer än hälften av kontrollpunkterna på kartan.

## Bakgrund
Battlefield: Bad Company utspelar sig i nära framtiden och fokuserar kring ett fiktivt krig mellan USA och Ryssland som främst äger rum i det påhittade landet Serdaristan, som ligger i östra Europa längs gränsen till Ryssland.
Spelaren följer historien om Preston Marlowe, en soldat som nyligen överförts till den amerikanska arméns "B" kompani inom 222nd Army Battalion, känd som "Bad Company" där de mest olydiga och galnaste soldaterna i USA:s armé överförs, då de inte får plats i någon annan grupp. Preston strider tillsammans med Sergeant Samuel D. Redford, menige Terrence Sweetwater och menige George Gordon Haggard Jr. mot den ryska armén, Middle Eastern Coalition (Mellanösterns koalitionsarmé) och Legionnaire Mercenaries (de legionära legosoldaterna).

## Handling
Spelet börjar med att Marlowe förs från en helikopter till stridsfronten. Preston möter hans nya gruppkamrater och lär sig snabbt av Redford att Bad Company är mycket mindre formell än de andra militära grupperna. En spärreld utplånar deras konvoj, och Mike-One-Juliet, gruppens befälhavare, beordrar Bad Company att fördärva ett artilleribatteri som används av ryssarna och senare använda artilleriet för att förgöra fiendens pansar som försöker att attackera resten av konvojen. Gruppen skickas sedan till en rysk-ockuperad flod, och ryssarna förstör senare en bro över floden, vilket gör att gruppen blir avskurna från konvojen. Bad Company får senare i uppdrag att rensa en rysk-ockuperad bondgård från ryssar, men precis när de ska bli extraherade blir deras helikopter nedskjuten av luftvärnseld.  Som svar på detta skickas gruppen till att förstöra de ryska luftvärnspjäserna och anfalla en annan rysk-ockuperad bondgård så att deras konvoj kan passera. När gruppen återförenas med konvojen bombarderas den ännu en gång av artillerispärreld. De lyckas knappt fly från bombanfallet och gruppen skickas för att förstöra ett par radarstörsändare så att gruppen kan skicka ett flyganfall för att kunna förstöra artilleriet. När flyganfallet avslutas besegrar Bad Company de överlevande ryssarna och möter sedan Legionnaire Mercenaries, en organisation av legosoldater som sägs vara världens mäktigaste militärorganisation. Haggard finner sedan en guldtacka från en död legosoldat, och hela gruppen börjar uppmärksammas om legosoldaternas stora rikedomar.
I det som var tänkt att vara Redfords sista uppdrag före hans pension, skickas gruppen till ett ryskt territorium och finner där ett hus med legosoldaternas insignier på en skylt, Acta Non Verba - latin för "Handling, inte ord". Haggard skickar Marlowe för att kolla igenom huset, och där inne finner Marlowe en hel kista full med guldtackor. Gruppen får senare i uppdrag att förstöra bränsle- och missillagringsutrymmen och sedan möta upp med en amerikansk pansardivision och eskortera den till den rysk-ockuperade staden Zabograd. Bad Company får i uppdrag att rensa passet från pansarvärnsrobotskyttar och eskortera stridsvagnarna till den andra sidan av staden, där det stora anfallet ska äga rum. Gruppen skickas sedan för att förstöra en rysk radioutpost innan ryssarna kallar på förstärkning, men tyvärr så blir det för sent och flera ryska styrkor anländer till stadens hjälp. Just då blir en amerikansk stridsvagn träffad av en raket i närheten, och Mike-One-Juliet beordrar gruppen att försvara den tills flera amerikanska styrkor anländer till deras hjälp. Gruppen skickas sedan till en hamn och Mike-One-Juliet säger att om de gör ett bra jobb så kunde hon få dem att lämna kompaniet och överföra dem till en bättre grupp. De anländer till hamnen, där en stor skara legosoldater anfaller dem. Gruppen, som lockas av tanken på guld, besegrar legosoldaterna, men de finner inget guld. De får senare syn på några lastbilar, som åker iväg med de överlevande legosoldaterna. En guldkista ramlar då av från en av lastbilarna och de blir fast beslutna att följa efter dem och hämta legosoldaternas dyrbara guld.
När de anländer till gränsen av Serdaristan finner Bad Company legosoldaternas lastbilar, som låg på andra sidan gränsen, men de inser att de inte kan följa efter dem längre eftersom Serdaristan är ett neutralt land. Men Haggard kutar över gränsen och ”vill på egen hand invadera ett neutralt land”. När deras befäl frågar dem varför de befinner sig i Serdaristan så svarar Redford att hans grupp ska ”förinta ett möjligt hot”. Redfords tid på armén blir då ökat med ytterligare ett år. Detta får Redford att bli förbannad och han berättar då för sin grupp att de var på väg att desertera. Först förstör de tre radioöverföringstorn för att täcka sina spår. Redford förmodar att guldet finns i en närbelägen hamn. De strider genom hamnen och när de stod framför legosoldaternas lastfartyg anlände den amerikanska armén till hamnen och tillfångatog Bad Company för deras desertering.
Armén skickar Bad Company på ett topphemligt uppdrag om att infiltrera sig till Sedaristan och fånga landets president, då de tror att presidenten säljer vapen till ryssarna. Men gruppen inser att Serdaristan nu inte längre är ett neutralt land, då de får syn att deras helikopter blir nedskjuten av ett luftvärnspjäs tillhörande Serdaristen. Mike-One-Juliet beordrar gruppen att förstöra pjäserna så att en annan helikopter kan flygas in för att extrahera dem ihop med presidenten så fort de tillfångatar honom. Men hon finner senare att det kryllar av fientlig aktivitet i Presidentens palats, så hon skickar gruppen dit för att röja undan dem. De passerar presidentens privata golfbana och anländer till presidentpalatset, där det kryllar av legosldater. De kämpar genom palatset och finner presidenten, men när Redford kräver en flykthelikopter säger Mike-One-Juliet att hon inte kan skicka en eftersom armén hade dumpat dem och att de var tvungna att klara sig på egen hand. Men President Zavimir Serdar berättar för dem att han har en privathelikopter som de kan använda för att fly från landet.
Gruppen tar presidentens helikopter och använder den för att förstöra Sedaristans militärbaser. Deras helikopter får slut på bränsle och de kommer fram till en tankstation. De finner dock inget bränsle så Marlowe och Haggard blir tvungna att ta en lastbil lastad med en bensintank och köra den till helikoptern. När Haggard tankar helikoptern råkar han hälla bränslet i kylaggregatet, vilket gör att Sweetwater blir tvungen att fixa det. De blir senare angripna av Serdaristans armé, men Sweetwater lyckas fixa bränsleproblemet och de lyckas fly. Presidenten frågar gruppen om att föra honom till Ryssland för hans exil och när han informerar dem om var guldet befann sig blir deras helikopter nedskjuten av en helikopter som tillhörde legosoldaterna.
Marlowe vaknar upp efter kraschen, och han upptäcker att hans gruppkamrater och presidenten är borta. Han försökte kontakta Mike-One-Juliet, men hon vet inte var gruppen befinner sig, så istället ger hon Marlowe förslag på ett par ställen som kan gå och leta efter.  I ett av områdena finns en videoskärm som visar en legosoldat som förhör president Serdar, och som senare förstör videokameran när han får reda på att den var under inspelning. Marlowe strider förbi en stor rysk arméstyrka för att komma till ett kloster som ligger på toppen av ett berg, där han finner resten av Bad Company. Men Marlowe får senare reda på att de behövde så mycket hjälp eftersom de hade precis flytt. Tillsammans går de nerför berget och de undkommer ryskt förstärkningar och går mot havet där de finner en båt som de kan fly med. Efter flera strider mot ryska fordon finner de presidenten i en liten hamn, precis när han skulle bli avrättad av legosoldaterna. Gruppen lyckas stoppa avrättningen och med presidenten tar de en båt till staden Sadiz längs Kaspiska havet. 
President Serdar får sin exil från sitt land på en liten ö nära Sadiz medan gruppen går efter legosoldaternas guld. De strider mot en stor styrka tillhörande Middle Eastern Coalition, och de får senare besked om att den amerikanska armén avancerar mot hamnen i Sadiz, där legosoldaternas guld finns ombord på ett tankfartyg. Gruppen beslutar att förhindra den amerikanska armén från att komma till hamnen genom att förstöra två broar. När de når hamnen finner de ett lager med ett guldgömställe. Medan gruppen stirrade förundrat över guldet dyker legosoldaterna upp och attacker gruppen med en helikopter. De flyr till en pir där en luftvärnskanon finns belägen, men precis när Marlowe skulle bemanna kanonen förstör legosoldaterna den. Marlowe finner ett raketgevär och använder den för att slutligen förstöra helikoptern. De återvänder till lagret och till bestörtning upptäcker de att den amerikanska armén packar upp allt guld till ett par lastbilar. Precis när gruppen skulle lämna området ger en amerikansk officer dem order att köra en av lastbilarna ihop med en konvoj. Efter ett tag svänger de på en sidoväg, och lämnar konvojen för att istället behålla en del av guldet för dem själva. I den sista filmsekvensen ser man en legosoldat som vaknar upp bland helikoptervraket, med en hämndeblick i hans ögon.

## Fordon
Följande fordon kan spelaren få köra i både singleplayer och multiplayer:
- M1A2 Abrams
- T-90
- Black Eagle
- M3A3 Bradley
- BMD-3
- 2T Stalker
- BMD-3 Bakhcha AA
- Vodnik
- Cobra 4WD
- HMMWV
- CAV
- Golfbil
- M939 Truck
- Mi-28 Havoc
- AH-64 Apache
- Ka-52
- UH-60 Black Hawk
- Mi-24 Hind

## Mottagande
| Mottagande      | Mottagande                     |
| Samlingsbetyg   | Samlingsbetyg                  |
| Tjänst          | Betyg                          |
| --------------- | ------------------------------ |
| Gamerankings    | 84.79% (PS3) 84.84% (X360)     |
| Metacritic      | 84/100 (PS3) 83/100 (Xbox 360) |
| Recensionsbetyg |                                |
| Publikation     | Betyg                          |
| 1UP.com         | B                              |
| Eurogamer       | 8/10                           |
| G4              | 4/5                            |
| Game Informer   | 9.25/10                        |
| Gamepro         | 4.5/5 stjärnor                 |
| Gamesmaster     | 88/100                         |
| Gamespot        | 8.5/10                         |
| Gamespy         | [ 9 ] [ 10 ]                   |
| Gametrailers    | 8.4/10                         |
| Gamezone        | (PS3) 8.7/10 (X360) 8.9/10     |
| IGN             | 8.6/10                         |
| PC Gamer UK     | 7/10                           |
| PC Gamer US     | 4.5/5                          |
| X-Play          | 4.5/5 stjärnor                 |
| Gamereactor     | 8/10                           |

Battlefield: Bad Company fick positiva recensioner, och många spelkritiker berömde spelets förstörbara miljöer, stora banor, högkvalitativa ljud, humoristiska karaktärer i enspelarläget och dess stora utbud av fordon. 

## Uppföljare
5 februari 2009 offentliggjorde EA att en uppföljare var under produktion. Projektet kallades Battlefield: Bad Company 2 och släpptes till Windows, Xbox 360 och Playstation 3 i mars 2010. 